# Рассас, Ник
Ни́колас Чарльз «Ник» Ра́ссас (англ. Nicholas Charles «Nick» Rassas; род. 13 января 1944, Балтимор) — американский профессиональный футболист.

## Биография
Родился в греческой семье.
Играл за футбольную команду Университета Нотр-Дам (Индиана).
Играл за команду НФЛ «Атланта Фэлконс» на позиции сэйфти (1966—1968). Член Зала спортивной славы AHEPA (1982).